# Geymüllerschlössel

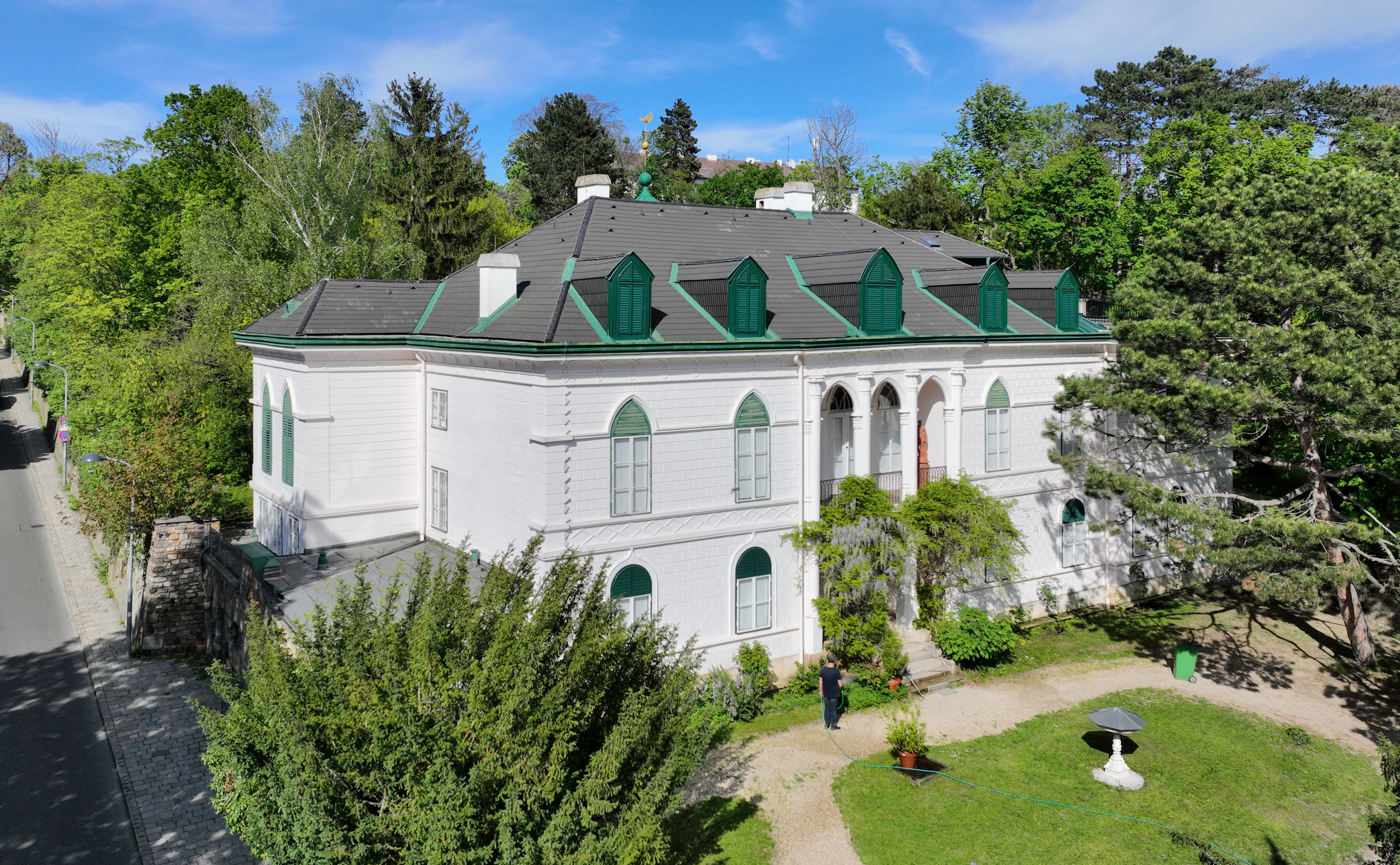
Das Geymüllerschlössel

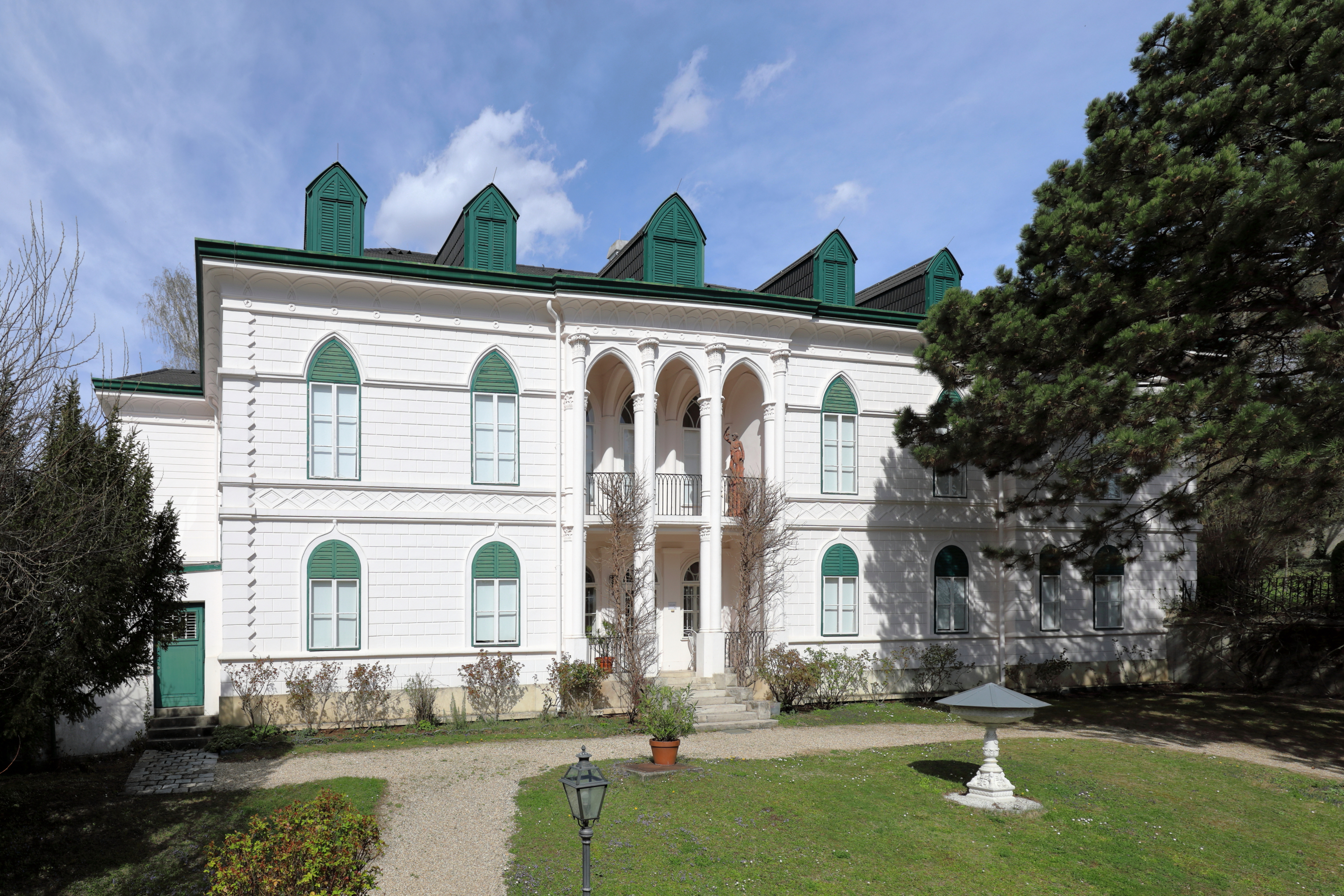
Südwestansicht des Geymüllerschlössels

Das Geymüllerschlössel ist ein kleines Schloss (Wienerisch Schlössel oder Schlössl, seltener Schlösschen) im 18. Wiener Gemeindebezirk Währing in der Katastralgemeinde Pötzleinsdorf. Es liegt nördlich des Pötzleinsdorfer Schlossparks.

## Geschichte
Das Geymüllerschlössel ist nach dem Erbauer Johann Jakob Geymüller (1760–1834), Bruder des Grundherrn und Besitzers des Pötzleinsdorfer Schlosses Johann Heinrich Geymüller (1754–1824), benannt. Das 1808 von einem nicht näher bekannten Architekten errichtete „Lustgebäude“ zeigt, der Zeitmode entsprechend, eine Mischung gotischer und orientalischer Stilelemente. Der letzte Besitzer der Liegenschaft aus der Familie der Geymüllers war der Neffe der Bauherren, Johann Heinrich von Geymüller-Falkner (mitunter auch Johann Heinrich von Geymüller der Jüngere genannt).
Nach mehreren Eigentümerwechseln stand das Gebäude seit 1888 im Eigentum des Textilindustriellen Isidor Mautner (daher auch „Mautner-Villa“), der es 1929 aufgrund der schlechten Wirtschaftslage an die Österreichische Nationalbank verpfänden musste. Die Hypothek ging 1938 auf die Deutsche Reichsbank über, die 1944 den jüdischen Privatbesitz auch formell „arisierte“. Ein in nationalsozialistischer Zeit geplanter Abriss konnte von Denkmalschützern teilweise verhindert werden. 1948 verkaufte die Österreichische Nationalbank das inzwischen verwahrloste Gebäude an die Republik Österreich, wobei der Direktor der Staatsdruckerei Franz Sobek den Kaufpreis in Devisen vorschoss und dafür ein lebenslanges Wohnrecht erhielt. Sobek brachte dort auch seine bekannte Uhrensammlung unter. Heute ist das Schlössel eine Außenstelle des MAK Museums für angewandte Kunst, das einen Einblick in die Wohnkultur der Empire- und Biedermeierzeit gibt und die umfangreiche Uhrensammlung des Dr. Franz Sobek zeigt. Die „schönbrunnergelbe“ Außenbemalung der Villa wich Ende des 20. Jahrhunderts wieder der rekonstruierten Originalfarbe Weiß.
2021 wurde nach umfangreichen Forschungsarbeiten im Geymüllerschlössel ein Dokumentationsraum mit umfangreichem Text- und Bildmaterial eröffnet.

## Ausstellungen
Eine Reihe von Ausstellungen im Geymüllerschlössel rückte zeitgenössische Designinterventionen und zeitübergreifende Gegenüberstellungen in den Fokus. So bezog sich der Londoner Designer Michael Anastassiades mit Time & Again auf Sobeks Sammlung Alt-Wiener Uhren, The Stranger Within von Studio Formafantasma beschäftigte sich mit der Faszination des „Exotischen“. Robert Stadlers Beitrag Back in 5 min befasste sich mit der Flexibilität des biedermeierlichen Interieurs. 2016 nahm das Künstlerduo Clegg & Guttmann mit Biedermeier reanimiert die Biedermeier-Kunst als Ausgangspunkt für szenische Tableaus aus Mobilien, Objekten, Instrumenten und Materialien.